# Gloeospermum portobelense
Gloeospermum portobelense är en violväxtart som beskrevs av André Georges Marie Walter Albert Robyns. Gloeospermum portobelense ingår i släktet Gloeospermum och familjen violväxter. Inga underarter finns listade i Catalogue of Life.